# جمعية فولجا الأمريكية للإغاثة
جمعية فولجا الأمريكية للإغاثة هي منظمة ألمانية أمريكية غير حكومية والتي توفر الإغاثة والأمدادات للمستعمرات الألمانية عرقيا في المنطقة حول نهر فولجا . كانت المجموعة نشطة في أعقاب الحرب العالمية الأولى ، أثناء الفترة بين 1921- 1924 . تم حل المنظمة بشكل رسمي في 1926، على الرغم من استمرار التبرعات الخاصة حتي الثلاثينات.

## السياق التاريخي
بعد الثورة الروسية ثم سيطرة البلشفية على الحكومة في عام 1917، أصبح فلاديمير لينين الزعيم الفعلي للاتحاد السوفياتي الذي تم تشكيله حديثًا. كان أحد أول أعمال حكومة لينين هو مصادرة وإعادة توزيع أراضي الفلاحين من أجل إنشاء نظام للزراعة الجماعية. في منطقة الفولجا، كان المزارعون مطالبون بالتخلي عن القمح البذري ومنعوا من زراعة القمح للسنة التالية وتم تدمير المحصول المحتمل بشكل فعال. شهدت مقاطعتا ساراتوف وسامارا، الواقعتان على طول نهر الفولغا، مقاومة الألمان العرقيينلمحاولات الاستيلاء على الأراضي الزراعية والقمح. وكان رد حكومة لينين هو إصدار الأمر بمصادرة الحبوب يشكل كاملة ويدء حملة الإبادة. إلى جانب ذلك، فسدت المحاصيل بسبب الجفاف، وبحلول عام 1921 ، دمرت المنطقة بسبب المجاعة والحرب.

## المجاعة
حظيت المجاعة الروسية في الفترة من 1921 إلى 1922بتغطية إعلامية كبيرة في الولايات المتحدة، وكان الدعم العام لضحايا المجاعة هائلاً. وفقًا للتقارير حول الأوضاع في المنطقة، الواردة عن صحفيين وأفراد من الأسر، فإت الصورة كانت قاتمة، وخاصة فيما يتعلق بوفاة الأطفال وشائعات أكل لحوم البشر بين الأشخاص الذين يعيشون في المناطق النائية من الاتحاد السوفياتي.